# Diafit
Diafit (z gr. διά „przez”, φυτόν „roślina”) – gatunek roślin obcego pochodzenia, który przejściowo występuje w  danej florze i nie udaje mu się trwale zadomowić. Wyróżnia się tu dwie grupy roślin:
- efemerofity – gatunki przejściowo zawleczone,
- ergazjofigofity – zdziczałe gatunki roślin uprawnych[1]/

Diafity zwykle nie mają szans na przejście całego cyklu rozwojowego w klimacie, w którym się znajdują i w krótkim czasie zanikają. Niektórym jednak, czy to w wyniku skrzyżowania z rodzimymi gatunkami czy też w wyniku jakichś przemian ewolucyjnych udaje się czasami trwale zaaklimatyzować. Trwa to dość długo, np. czas potrzebny do pełnej aklimatyzacji (tzw. time lang – czas wyczekiwania) czeremchy amerykańskiej w Niemczech wyniósł 30 lat, zaś klonu jesionolistnego 180 lat.  
Według badań B. Tokarskiej-Guzik we florze Polski w 2005 r. było 511 gatunków diafitów.